# Ип Вань-Инь
Ип Вань-Инь (иер. трад. 葉蘊妍, йель: Hip6 Wan3yin4; в англоязычных источниках чаще всего употребляется имя Джекки Ип Вань-Инь, или просто Джекки Ип (англ. Jaique Ip Wan-In); род. 15 января 1980 года) — снукеристка из Гонконга.

## Карьера
В 2006 году она стала финалисткой чемпионата мира IBSF, проиграв в решающем матче Уэнди Янс, 0:5. В 2007 представляла свою страну на азиатских играх в закрытых помещениях, и завоевала бронзовую медаль в женском снукерном турнире. В 2008 она стала чемпионкой мира по версии WLBSA в парном разряде (вместе с ирландкой Пам Вуд).
В 2010 году Джекки Ип повторила результат четырёхлетней давности, заняв второе место на любительском чемпионате мира (в финале уступила своей соотечественнице Ын Оньи, 0:5), а также, в составе сборной Гонконга выиграла золотую медаль на Азиаде (женский турнир по снукеру с 6 красными).
Примечательно, что начиная с 2006 года Джекки Ип доходит на любительских чемпионатах мира как минимум до четвертьфинала.